# 오픈타이드코리아
오픈타이드코리아(영어: OpenTide Korea)는 대한민국의 IT/컨설팅 기업으로, 삼성그룹의 삼성SDS 자회사이다.

## 연혁
- 2000년: 오픈타이드코리아 설립
- 2005년: 글로벌 선도 그룹의 정보화 전략 수립 컨설팅 수행
- 2006년: OTS사업부 출범, ICT 서비스 사업 진출
- 2012년: 매출 2,000억 원 돌파(2,014억 원), R&I 센터 설립[1]
- 2014년 6월 14일: 같은 삼성SDS 자회사 365홈케어 합병
- 2015년 8월 24일: 미라콤아이앤씨와 합병 결정.(합병회사: 미라콤아이앤씨 / 피합병회사: 오픈타이드코리아)
- 2015년 12월 1일: 합병 완료. 오픈타이드코리아 회사 소멸 및 웹사이트 서비스 종료.[2]

## 같이 보기
- 삼성전자